# Kriegerdenkmal Lostau (Befreiungskriege)

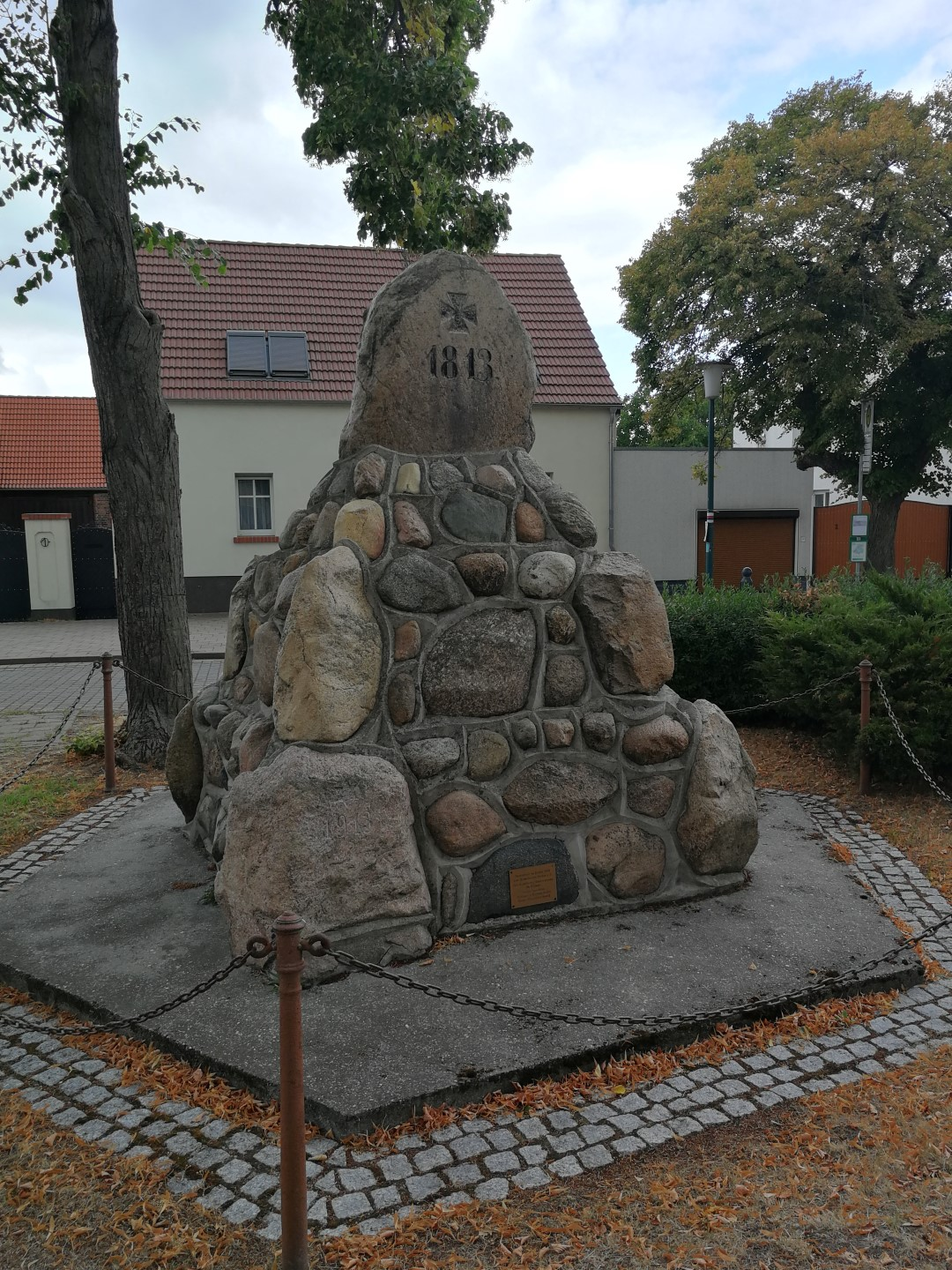
Kriegerdenkmal für die gefallenen Soldaten in Lostau

Das Kriegerdenkmal Lostau ist ein denkmalgeschütztes Kriegerdenkmal in Lostau in der Gemeinde Möser in Sachsen-Anhalt. Im örtlichen Denkmalverzeichnis ist das Kriegerdenkmal unter der Erfassungsnummer 094 71266 als Baudenkmal verzeichnet.

## Allgemeines
Bei diesem Kriegerdenkmal handelt es sich um ein Denkmal zur Erinnerung an den Befreiungskrieg von 1813. Es befindet sich auf dem Denkmalplatz in Lostau, zusammen mit dem Kriegerdenkmal der gefallenen Soldaten des Ersten Weltkriegs.
Das Kriegerdenkmal hat die Form einer Pyramide und wurde aus Feldsteinen errichtet. Gekrönt wird die Pyramide durch einen großen Findling. In den Findling ist ein Eisernes Kreuz und die Jahreszahl 1813 eingraviert. Eine Inschriftentafel mit den Namen der gefallenen Soldaten ist in der Dorfkirche angebracht.